# Belmont (Maine)
Belmont – miasto w Stanach Zjednoczonych, w stanie Maine, w hrabstwie Waldo.